# 吉田口站
吉田口站（日语：／ Yoshidaguchi eki */?）是位於廣島縣安藝高田市甲田町下小原240番，西日本旅客鐵道（JR西日本）的藝備線車站。

## 概要
車站名稱取自前高田郡的中心，吉田町（現時：安藝高田市吉田町）的入口。
車站實際上位於吉田町的入口處1公里以南的地方（往廣島一方）。另外，路線上曾經考慮建設分支線前往吉田町。
車站範圍較細小，並較遠離吉田町中心地區。
曾經部分急行列車停站。在急行列車運輸末期，所有急行列車均通過此站，現在快速「三次快車」通過此站。
在安藝高田市成立時，成為該市的代表車站。

## 歷史
由於技術上的問題，藝備鐵道當初建設鐵路時的走線不會途經高田郡的中心吉田町，但是由於這影響吉田町的存亡問題，吉田町非常希望鐵路走線能夠通過該町中心。吉田町甚至提出了數條替代路線，可是這處路線在技術層面上都是比較困難。最後鐵路走線改為經過吉田町的入口，為了車站未來可連接吉田町中心，車站建設在町的南邊，以方便建設分支線前往吉田町中心。
- 1915年（大正4年）4月28日 - 藝備鐵道（日语：芸備鉄道）東廣島站（第一代，不是現時山陽新幹線車站）至志和地站開業，此站啟用。
  - 當時車站地址為廣島縣高田郡小田村下小原。
- 1937年（昭和12年）7月1日 - 藝備鐵道被國有化，備中神代站至廣島站之間成為藝備線。此站成為藝備線車站。
- 1956年（昭和31年）4月1日 - 隨著甲田町（日语：甲田町）成立，車站地址變為廣島縣高田郡甲田町下小原。
- 1971年（昭和46年）12月10日 - 結束貨物起卸業務[1]。
- 1987年（昭和62年）4月1日 - 伴隨國鐵分割民營化，車站由西日本旅客鐵道（JR西日本）營運。
- 1989年（平成元年） - 成為無人車站（簡易委託）[2]。
- 1992年（平成4年）11月 - 現時的車站大樓竣工。
- 2004年（平成16年）3月1日 - 隨著安藝高田市成立，車站地址變成廣島縣安藝高田市甲田町下小原。
- 2018年（平成30年）7月6日 - 發生豪雨，使此站暫停營業。
- 2019年（平成31年）4月4日 - 三次站至中三田站之間暫定重開[3]。

## 吉田方向延長計劃
在上述提及，由於此站位於吉田町的入口，車站位置也預留建設新路線前往吉田町中心方向。
在1922年4月11日的鐵道敷設法修正中，提及建設從廣島縣吉田口附近連接大朝附近的鐵路線，該路線預定將經過吉田町前往大朝町。為了建設該區間鐵路，藝石鐵在1927年（昭和2年）2月12日成立，但是路線建設工程一直沒有進行。

## 車站構造
車站是一座地面車站，設有1面2線的島式月台，可進行列車交會。車站大樓位於路線西邊，大樓內設有大阪燒店。車站大樓不是建設在前・吉田町，而是建設在前・甲田町，由當地的小原地域振興會（页面存档备份，存于）管理。車站大樓與月台之間設有站內平交道連接。
此站是由廣島站管理的簡易委託車站。但是現時沒有車站職員當值，為一座無人車站的狀態，以及未定重開時間。

### 月台
| 月台 | 路線   | 上下行 | 方向             |
| ---- | ------ | ------ | ---------------- |
| 1    | 藝備線 | 上行   | 甲立、三次方向   |
| 2    | 藝備線 | 下行   | 志和口、廣島方向 |

截至2016年3月，月台上設有月台編號牌。另外，上行線為一線通過結構，可從兩方向進站和向兩方向出發。

## 使用狀況
以下為近年1日平均乘車人次列表。
| 年度               | 1日平均 乘車人次 | 參考資料    |
| ------------------ | ---------------- | ----------- |
| 2002年（平成14年） | 108              | [ 6 ]       |
| 2003年（平成15年） |                  |             |
| 2004年（平成16年） |                  |             |
| 2005年（平成17年） | 93               | [ 7 ]       |
| 2006年（平成18年） | 92               | [ 7 ]       |
| 2007年（平成19年） | 85               | [ 7 ]       |
| 2008年（平成20年） |                  |             |
| 2009年（平成21年） | 78               | [ 8 ]       |
| 2010年（平成22年） | 81               | [ 8 ]       |
| 2011年（平成23年） | 91               | [ 8 ] [ 9 ] |
| 2012年（平成24年） | 82               | [ 8 ] [ 9 ] |
| 2013年（平成25年） | 74               | [ 8 ] [ 9 ] |
| 2014年（平成26年） | 61               | [ 8 ] [ 9 ] |
| 2015年（平成27年） | 72               | [ 8 ] [ 9 ] |
| 2016年（平成28年） | 62               | [ 8 ] [ 9 ] |
| 2017年（平成29年） | 52               | [ 9 ]       |

## 車站周邊
- 廣島縣道212號吉田口停車場線（日语：広島県道212号吉田口停車場線）
- 廣島縣道37號廣島三次線（日语：広島県道37号広島三次線）
- 小田郵局
- 小原中央集會所「絆」
- 備北交通（日语：備北交通）「吉田口站」巴士站 - 停靠的巴士路線為高田南部線 (吉田方向、可部方向)

以下設施較遠離車站。
- 吉田郡山城址 - 古蹟。毛利元就的居住城堡。
- 廣島縣立吉田高等學校（日语：広島県立吉田高等学校）
- 安藝高田市立吉田小學
- 安藝高田警署（日语：安芸高田警察署）
- 安藝高田市政廳
- 吉田郵局（日语：吉田郵便局 (広島県)）

## 相鄰車站
西日本旅客鐵道（JR西日本）
 藝備線
■快速「三次快車」
通過
■普通
甲立－吉田口－向原

## 注腳
1. ↑  「戸坂など七駅を無人化」『中國新聞』昭和46年10月23日広島版 8面
2. 1 2  中國新聞　2017年3月4日26面『無人駅 お好み焼きの輪』
3. ↑  . www.westjr.co.jp.   [2019-04-03]. （原始内容存档于2019-04-03） （日语）.
4. ↑   (PDF),   [2013-04-30], （原始内容存档 (PDF)于2016-03-04）
5. ↑  ,   [2013-04-30] （日语）[]
6. ↑  「飲食・小売の出店を科学する出店戦略情報局」之存檔數據
7. 1 2 3   (PDF). 安芸高田市. 2009年3月  [2016-10-12]. （原始内容存档 (PDF)于2016-10-12） （日语）.
8. 1 2 3 4 5 6 7 8   (PDF). 安芸高田市. 2018年1月  [2020-07-06]. （原始内容存档 (PDF)于2020-09-27） （日语）.
9. 1 2 3 4 5 6 7  國土數値情報 不同站的上下車人次數據

## 外部連結
- 吉田口｜車站資訊：JR出門網 - 西日本旅客鐵道（日語）